# 팡청구

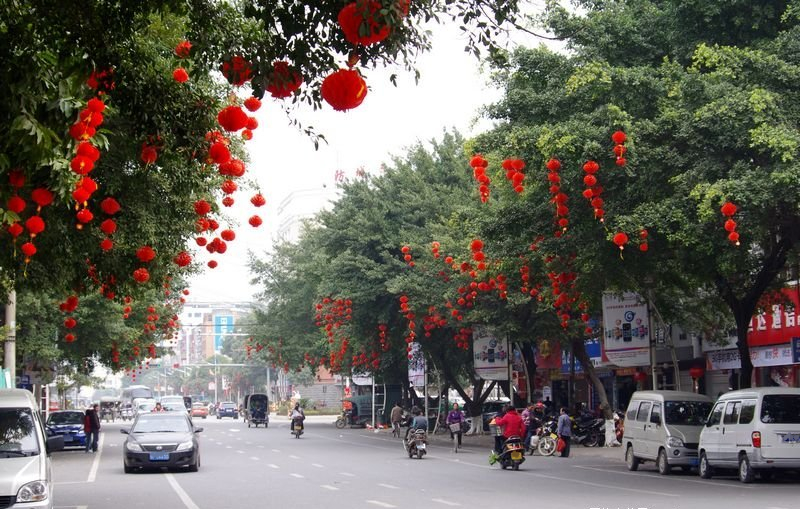

팡청구(한국어: 방성구, 중국어: 防城区, 병음: Fángchéng Qū)는 중국 광시 좡족 자치구 팡청강 시의 현급 행정구역이다. 넓이는 2445km2이고, 인구는 2007년 기준으로 380,000명이다.

## 행정 구역
6개 진, 4개 향을 관할한다.
- 진: 防城镇, 大菉镇, 华石镇, 那梭镇, 那良镇, 峒中镇.
- 향: 茅岭乡, 扶隆乡, 滩营乡, 江山乡.